# 스토얀 발로프
스토얀 디미트로프 발로프(불가리아어: Стоян Димитров Балов, 1960년 5월 24일~)는 불가리아의 레슬링 선수이다. 1988년 하계 올림픽 그레코로만형 밴텀급에서 은메달을 획득했으며 세계 선수권 대회에서 금메달 1개,  유럽 선수권 대회에서 은메달 1개를 획득했다.